# Appelsche Heide
De Appelsche Heide is een natuurgebied tussen Appel en Voorthuizen  in de Nederlandse provincie Gelderland. In het gebied komt onder andere  dophei, kraaihei, snavelbies, klokjesgentiaan, wilde gagel en jeneverbes voor. In het gebied leven ook de in Nederland zeldzame heikikkers.
In 1944 is op de Appelsche Heide ongeveer 40 ton aan gevechtswapens, sabotagemateriaal, sigaretten en medicijnen gedropt ten behoeve van het Nederlandse gewapende verzet tegen de Duitse bezetting in de Tweede Wereldoorlog.